# Wolfeboro (CDP)
Wolfeboro CDP ist ein Census-designated place in der Town of Wolfeboro  im Carroll County im US-Bundesstaat New Hampshire. Die Volkszählung von 2020 erfasste 3.300 Einwohner. Der CDP wurde im Jahr 2002 erstmals vom Census definiert. Er umfasst den Kernort der Town of Wolfeboro.

## Lage
Der Ort liegt bei den Koordinaten 43° 35' 30.15" Nord und 71° 12' 45.69" West auf einer Höhe von 162 Metern über dem Meeresspiegel an der Wolfeboro Bay der Ostküste des Lake Winnipesaukee. Die 21,2 km² große Fläche des Gebietes setzt sich zusammen aus 20,35 km² Land- und 0,85 km² Wasserfläche. Durch den Ort führt die New Hampshire Route NH-109, auf die von Süden die NH-28 trifft und von der die NH-109A abzweigt.